# PolyITAN-4

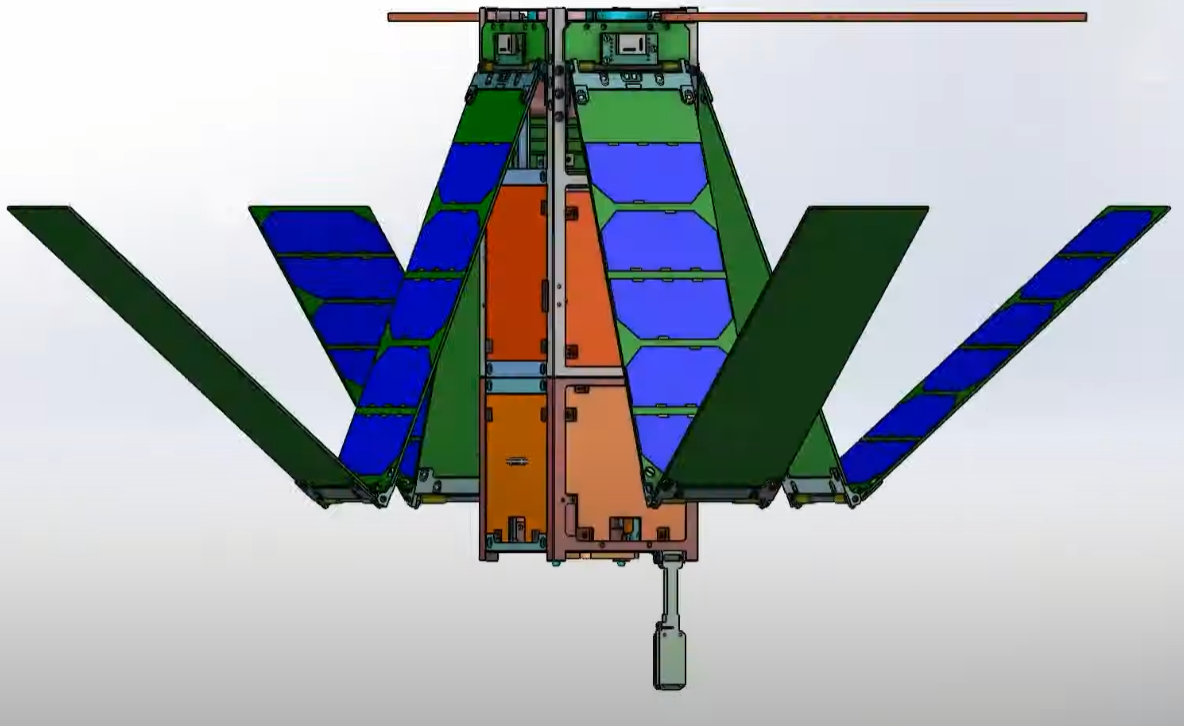
3d-модель супутника

PolyITAN-4-Plant — український наносупутник, який створюється у Національному технічному університеті України «Київський політехнічний інститут імені Ігоря Сікорського» у взаємодії з інститутом ботаніки НАН України і призначений для проведення біологічних експериментів з вирощування високих рослин.

## Загальна інформація
PolyITAN-4-Plant — це типовий триблоковий наносупутник кубічної форми формату 3U CubeSat (3U означає, що супутник складено з трьох блоків-кубиків, тобто за формою це паралелепіпед з розмірами 10x10x30 см).

## Завдання супутника
PolyITAN-4-Plant призначений для проведення довгострокових експериментів з рослинами в умовах мікрогравітації. Спеціальна герметична капсула, оснащена певною кількістю сенсорних систем і двома відеокамерами, дозволить дослідникам спостерігати за ростом рослин у космосі. Також супутник оснащений системами які можуть змінювати кількість поживних речовин в субстраті, склад газового середовища, тиск в камері, вологість.

## Конструкція
Основні технічні характеристики гермоблока наносупутника PolyITAN-4-Plant (ДЗЗ):
- світлодіодне освітлення з можливістю регулювання яскравості та спектра;
- освітлення зверху з інтенсивністю 300 Вт/м (біле — 225 Вт/м, червоне — 75 Вт/м);
- світловий період еквівалентний наземному (16 год — день та 8 год — ніч);
- непрозоре покриття, що забезпечуватиме ізоляцію від світла Сонця;
- підтримка заданої температури — 18±1 °С;
- датчики вологості (чотири виміри вологості ґрунту на добу);
- контроль кількості CO2 (два виміри на хвилину);
- вентилятор із захистом для забезпечення конвекції газів всередині гермоблока;
- камера з можливістю моніторингу в ІЧ-спектрі, фотозйомка від одного і більше зображень на день;
- розміри гермоблока — 80х80Х160 мм;
- маса — не більше 2 кг.

## Запуск
Запуск PolyITAN-4-Plant планувався в 2023 році.